# Браян Родрігес
Браян Родрігес (ісп. Braian Rodríguez, нар. 14 серпня 1986, Монтевідео) — уругвайський футболіст, нападник клубу «Сальто».
Виступав, зокрема, за клуб «Реал Бетіс».
Чемпіон Перу. Чемпіон Чилі. Переможець Ліги чемпіонів КОНКАКАФ.

## Клубна кар'єра
У дорослому футболі дебютував 2005 року виступами за команду «Серро», в якій провів один сезон, взявши участь у 20 матчах чемпіонату. 
Згодом з 2007 по 2013 рік грав у складі команд «Рентістас», «Такуарембо», «Пеньяроль», «УАНЛ Тигрес», «Універсідад Сан-Мартін», «Уніон Ла-Калера» та «Уачіпато».
Своєю грою за останню команду привернув увагу представників тренерського штабу клубу «Реал Бетіс», до складу якого приєднався 2013 року. Відіграв за клуб з Севільї наступні три сезони своєї ігрової кар'єри.
Протягом 2014—2022 років захищав кольори клубів «Нумансія», «Греміо», «Евертон» (Вінья-дель-Мар), «Пачука», «Барнечеа», «Жувентуде» та «Хувентуд».
До складу клубу «Сальто» приєднався 2022 року.

## Титули і досягнення
- Чемпіон Перу (1):

«Універсідад Сан-Мартін»: 2010
- Чемпіон Чилі (1):

«Уачіпато»: 2012
- Переможець Ліги чемпіонів КОНКАКАФ (1):

«Пачука»: 2016-2017
Збірна Уругваю
- Бронзовий призер Кубка Америки: 2024[1]